# Марсель Обур
Марсель Обур (фр. Marcel Aubour, нар. 17 червня 1940, Сен-Тропе) — французький футболіст, що грав на позиції воротаря.
Виступав, зокрема, за клуб «Ліон», а також національну збірну Франції.

## Клубна кар'єра
У дорослому футболі дебютував 1960 року виступами за команду клубу «Ліон», в якій провів шість сезонів, взявши участь у 153 матчах чемпіонату.  Більшість часу, проведеного у складі «Ліона», був основним голкіпером команди.
Згодом з 1966 по 1972 рік грав у складі команд клубів «Ніцца» та «Ренн».
Завершив професійну ігрову кар'єру у клубі «Реймс», за команду якого виступав протягом 1972—1977 років.

## Виступи за збірну
1964 року дебютував в офіційних матчах у складі національної збірної Франції. Протягом кар'єри у національній команді, яка тривала 5 років, провів у формі головної команди країни 20 матчів.
У складі збірної був учасником чемпіонату світу 1966 року в Англії.

## Титули і досягнення
- Володар Кубка Франції (2):

«Олімпік» (Ліон):  1963–64
«Ренн»:  1970–71
- Володар Суперкубка Франції (1):

«Ренн»:  1971